# ISpring
iSpring — российская компания, которая разрабатывает технологии дистанционного обучения для организаций. Появилась в 2001 году в Йошкар-Оле, Марий Эл. Основные продукты: iSpring Learn, платформа для корпоративного обучения, и iSpring Suite, инструмент для создания интерактивных онлайн-курсов, тестов и прочих материалов. Также использует бренд iSpring Solutions.
Основатель — Юрий Усков, основное российское юридическое лицо — ООО «Ричмедиа».
В 2013 году компания на торгах купила в Марий Эл землю для строительства ИТ-деревни. По данным СМИ, эта сделка стала основаниям для появления уголовного дела и задержания Юрия Ускова в феврале 2025 года, что вызвало общественный резонанс.

## История
Появилась в Йошкар-Оле в 2001 году как CPS Labs (иногда указывается 2002 год).
Основатель компании Юрий Викторович Усков родился 18 июня 1973 года в Йошкар-Оле и в 1997 году окончил Марийский государственный технический университет (Марийский Политех). Говорил, что сначала вместе со своими бывшими одногруппниками занялся программированием на заказ. Лишь в 2004 году появился собственный продукт — библиотека для создания Flash-баннеров. Затем на основе библиотеки программисты выпустили конвертер презентаций FlashSpring: он переводил презентации, сделанные в PowerPoint, в формат Flash. Чтобы избежать претензий компании Adobe, затем название сменили на iSpring.
В 2013 году компания на открытых торгах купила землю для строительства ИТ-деревни у муниципалитета. По данным российского Форбс, к 2019 году были построены семь домов для программистов и многоэтажный дом.
По итогам 2018 года заняла 3-е место в рейтинге российских технологических образовательных проектов от РБК, выручка была 627 млн руб.
В 2021—2022 годах компания создала частный ИТ-вуз «Институт iSpring», в 2024 году сообщала о планах по его расширению.
Как сообщили СМИ, 10 февраля 2025 года в компании прошли обыски, а 11 февраля по делу о мошенничестве был задержан её основатель Юрий Усков. По версии следствия, в период с 2013 по 2023 годы компания покупала землю по заниженным ценам. Ущерб оценили в 20,5 млн руб.. 12 февраля суд установил для Ускова меру пресечения в виде запрета определённых действий, отказавшись поддержать ходатайство следствия об аресте Ускова и ещё двоих подозреваемых по делу. Сам Юрий Усков заявил, что это «абсолютно политическая ситуация». Глава Следственного комитета России Александр Бастрыкин и председатель Госдумы Вячелав Володин призвали разобраться в деле.
По итогам 2023 года выручка — 2,37 млрд руб., прибыль — 791,6 млн руб. (у ООО «Ричмедиа») По данным компании, 70 % её доходов приходится на зарубежный рынок. Коммерсант назвал iSpring «ведущим российским разработчиком решений для корпоративного онлайн-обучения».